# Cinza Chumbo
Cinza Chumbo é o quinto trabalho do rapper brasileiro Dalsin, lançado em 2015 no formato de álbum de estúdio. Contém quinze faixas, descritas a seguir.

## Faixas
1. Cinza Chumbo
2. Desabafo
3. Yeah Yeah!
4. Vamo Vencer
5. Talibã
6. Tá Tarada
7. Vida Cara
8. Resistimos
9. Azul (Interlúdio)
10. Mandalas
11. Luxo
12. Blindado
13. Full
14. Nave
15. Olhos Frios